# 1675 w sztukach plastycznych

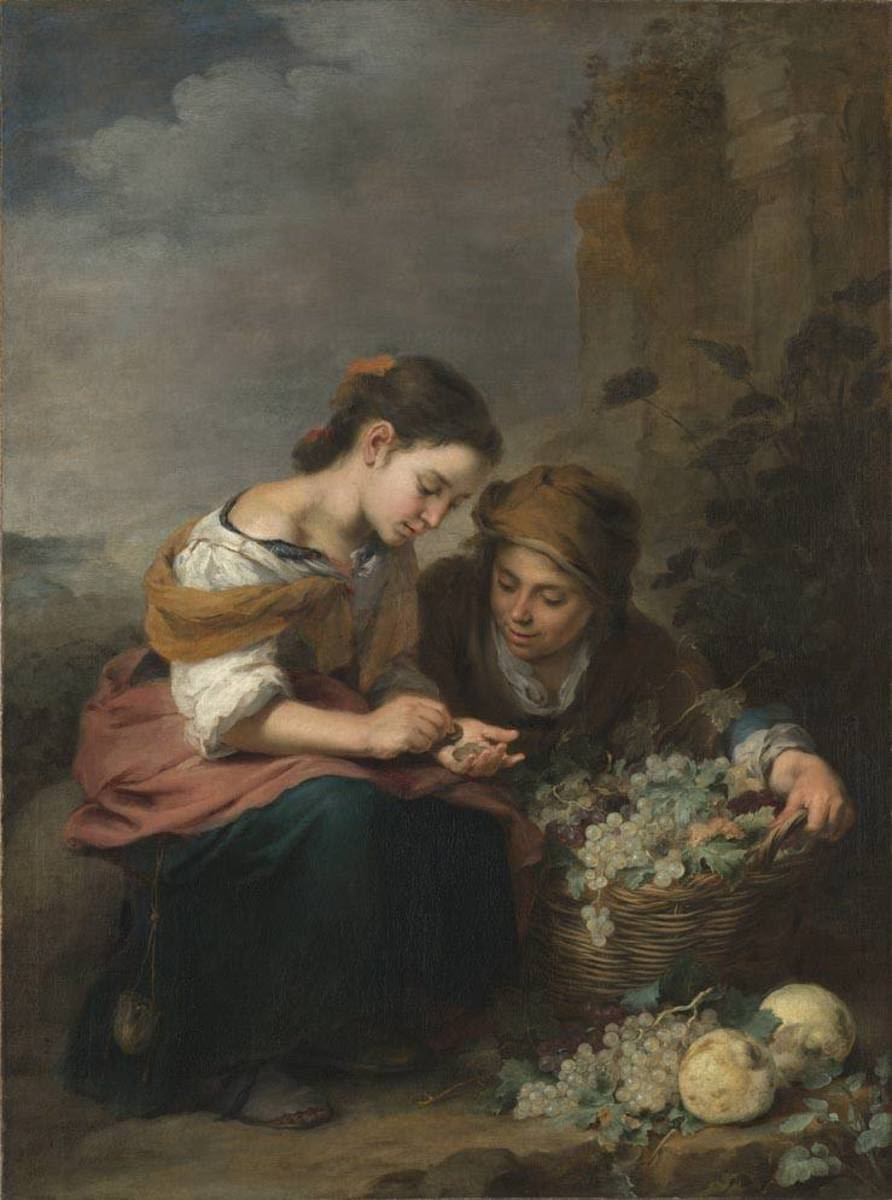
Murillo Mała sprzedawczyni owoców

Wydarzenia w sztukach plastycznych i wizualnych w 1675 roku.

## Malarstwo
- Bartolomé Esteban Murillo

Mała sprzedawczyni owoców (ok. 1670-1675) – olej na płótnie, 149×113 cm
- Andrzej Stech

Pokłon Trzech Króli (ok. 1675) – olej na płótnie
Portret mieszczanina gdańskiego (ok. 1675) – olej na płótnie